# Nic Cester
Pour les articles homonymes, voir Cester.
Nicholas John Cester, né le 6 juillet 1979 à Melbourne, est un chanteur, guitariste et compositeur australien. Il est mieux connu en tant que chanteur du groupe rock Jet. Il fait également partie du supergroupe The Jaded Hearts Club.

## Biographie
Né à Melbourne en Australie, Cester est le frère aîné d’une famille de quatre garçons. Sa mère est d’origine écossaise et son père est d’origine australienne, de parents italiens.
Le groupe Jet a été formé par Cester et Cameron Muncey en 1996, alors que les deux étaient à l’école secondaire. Cester décida d’apprendre à jouer de la guitare après avoir vu son oncle jouer la chanson Blackbird. En ce moment, Jet est composé de Cester (voix, guitare), son frère Chris Cester (batterie, percussion, choriste), Cameron Muncey (guitare, choriste) et Mark Wilson (basse). Quand le groupe a débuté dans les clubs, Cester travaillait dans une usine à Melbourne en tant qu’opérateur de chariot élévateur. Jet a joué plusieurs spectacles à l’hôtel The Duke of Windsor (localement référé à « The Duke ») sur la Chapel Street (en) dans la banlieue de Windsor (en) à Melbourne. Dave Powell de Majorbox Music les a vus jouer une soirée et a décidé de les prendre sous son aile. Le groupe signa un contrat de disque avec le label Elektra après que leur premier single, Take It Or Leave It, devint un succès.
Cester est actuellement en tournée avec Jet pour une bonne partie de l’année, mais lorsqu'il ne voyage pas avec le groupe, il aime bien retrouver sa ville natale de Melbourne. Il a fréquenté le collège de garçons St. Bedes à Mentone, Victoria, et cite les Beatles comme sa plus grande influence musicale.
Cester est un des fondateurs du supergroupe The Wrights.
En août 2004, à l’apogée du succès international de Jet, il a perdu son père du cancer. Il écrivit la chanson Shine On pour ses plus jeunes frères et ses cousins en hommage à son père.
À la fin du mois d’octobre 2006, Cester fut diagnostiqué avec des problèmes vocaux. Jet dut replanifier quelques dates de tournée en Europe afin de lui laisser du temps pour s’en remettre.
En 2007 Cester se produit avec Powderfinger et Missy Higgins au Concert 4 a Cure, pour les femmes atteintes du cancer du sein.
Le 22 janvier 2010, Cester rejoint le groupe Muse sur la scène du festival Big Day Out à Sydney pour chanter une reprise du tube de AC/DC Back in Black. Il est revenu sur scène le 8 juin 2010 lors du concert de Muse à San Siro pour y re-chanter Back in Black.